# Río Grande, Zacatecas
Río Grande är en kommunhuvudort i Mexiko.   Den ligger i kommunen Río Grande och delstaten Zacatecas, i den centrala delen av landet, 600 km nordväst om huvudstaden Mexico City. Río Grande ligger 1 870 meter över havet och antalet invånare är 29 841.
Terrängen runt Río Grande är huvudsakligen en högslätt. Río Grande ligger nere i en dal. Runt Río Grande är det ganska glesbefolkat, med 34 invånare per kvadratkilometer. Río Grande är det största samhället i trakten. Omgivningarna runt Río Grande är i huvudsak ett öppet busklandskap.